# Lavdim Zumberi
Lavdim Zumberi (* 27. November 1999 in Uzwil) ist ein schweizerisch-kosovarischer Fussballspieler.

## Karriere

### Verein
Nach Jugendjahren beim FC Bazenheid und beim FC Wil, spielte Zumberi ab 2015 beim FC Zürich in der Jugendabteilung. Ab 2017 spielte in der Promotion League für die U-21 des FC Zürich. In 15 Spielen erzielte sechs Tore. Ab der Super League 2018/19 spielte er für die erste Mannschaft des FCZ. In seiner ersten Saison spielte Zumberi fünf Mal. Im Februar 2019 durfte er im Rückspiel des Sechzehntelfinale der Europa League gegen den SSC Neapel für 30 Minuten spielen. In der nächsten Saison spielte er ein einziges Mal, als die erste Mannschaft wegen einer COVID-19-Erkrankung im Team in Isolation musste und eine verstärkte U-21 gegen den FC Basel auflief. Nach drei Jahren lösten der FC Wil und Zumberi den laufenden Vertrag vorzeitig auf.
Im September 2020 wechselte Zumberi für ein Jahr zum FC Wil. Die erste Runde der Meisterschaft verpasste Zumberi aufgrund seines Wechsels. Weitere Spiele verpasste er aufgrund einer Verletzung. 2023 verliess er den FC Wil und spielte 2024 die Rückrunde beim FC Baden, der am Ende der Saison abstieg. Im Oktober 2024 erhielt Zumberi einen Vertrag beim kosovarischen Verein FC Feronikeli 74 in der ersten kosovarischen Liga.

### Nationalmannschaft
In der U-20 des Schweizer Fussballverbands spielte Zumberi für nur 23 Minuten, aber erzielte in dieser Zeit ein Tor zum 2:1-Endstand gegen Tschechien.